# 198993 Époigny
198993 Époigny è un asteroide della fascia principale. Scoperto nel 2005, presenta un'orbita caratterizzata da un semiasse maggiore pari a 2,2238934 au e da un'eccentricità di 0,0828815, inclinata di 5,10817° rispetto all'eclittica.
L'asteroide era stato inizialmente battezzato 198993 Epoigny per poi essere corretto nella denominazione attuale.
L'asteroide è dedicato all'omonima località francese, sito megalitico.